# Jakub Kaczmarek
Jakub Kaczmarek (Kalisz, 27 september 1993) is een Pools wielrenner die sinds 2018 voor de huidige Mazowsze Serce Polski-formatie uitkomt.

## Overwinningen
2011
 Pools kampioen op de weg, Junioren
2015
 Pools klimkampioen, Beloften
2020
2e etappe Ronde van Szeklerland
Eindklassement Ronde van Szeklerland
2e etappe Belgrado-Banjaluka
Eindklassement Belgrado-Banjaluka
2021
3e etappe CCC Tour-Grody Piastowskie
Eindklassement Ronde van Roemenië
2022
3e etappe Belgrado-Banjaluka
Eindklassement Belgrado-Banjaluka
2025
2e etappe Ronde van Guadeloupe

## Resultaten in voornaamste wedstrijden
|      | \| Jaar \| Amstel Gold Race \| \| ---- \| ---------------- \| \| 2017 \| opgave \| |
| Jaar | Amstel Gold Race                                                                   |
| 2017 | opgave                                                                             |

## Ploegen
- 2013 –  Team Wibatech-Brzeg
- 2015 –  CCC Sprandi Polkowice
- 2016 –  CCC Sprandi Polkowice
- 2017 –  CCC Sprandi Polkowice
- 2018 –  Team Hurom
- 2019 –  Team Hurom
- 2020 –  Mazowsze Serce Polski
- 2021 –  HRE Mazowsze Serce Polski
- 2022 –  HRE Mazowsze Serce Polski
- 2023 –  HRE Mazowsze Serce Polski
- 2024 –  Mazowsze Serce Polski
- 2025 –  Mazowsze Serce Polski

Banaszek · Brożyna · Černý · Großschartner · Hirt · Honkisz · Kaczmarek · Kiendyś · Kurek · Latoń · Małecki · Marycz · Matysiak · Michajlov · Mrożek · Owsian · Paluta · de la Parte · Paterski · Pluciński · Ponzi · Rebellin · Samojlaw · Stępniak · Stosz · Szmyd · Taciak
Banaszek · Białobłocki · Brożyna · Großschartner · Hirt · Kaczmarek · Koch · Kurek · Małecki · Michajlov · Mrożek · Owsian · Paluta · Paterski · Pluciński · Ponzi · Samojlaw · Schlegel · Sisr · Stosz · Taciak · Tratnik
Aniołkowski · Bartkiewicz · Boets · Gutek · Kaczmarek · Kloc · Konieczny · Latoń · Manowski · Piaskowy · Vasyljoek